# 齐斯多夫
齐斯多夫是奥地利下奥地利州霍拉布伦县的一个市镇。总面积48.72平方公里，总人口3324人，人口密度68.2人/平方公里（2005年）。